# گلونقطه‌ای چشم‌سفید
گلونقطه‌ای چشم‌سفید (نام علمی: Epinecrophylla leucophthalma) که در گذشته مورچه‌گیرک چشم‌سفید نامیده می‌شد، گونه‌ای از پرندگان تیرهٔ مرچه‌مرغان (Thamnophilidae) است که در بولیوی، برزیل و پرو یافت می‌شود.